# 龍昇
龍昇（りゅうしょう）は、五胡十六国時代、夏の君主赫連勃勃の治世で使用された元号。407年6月 - 413年2月。
- 元年：勃勃が旧鉄弗部や鮮卑諸部を糾合し後秦から自立して大単于・大夏天王と称し大夏国を建国。
- 7年：赫連氏改姓、統万城築城。

## 西暦・干支との対照表
| 龍昇 | 元年  | 2年   | 3年   | 4年   | 5年   | 6年   | 7年   |
| 西暦 | 407年 | 408年 | 409年 | 410年 | 411年 | 412年 | 413年 |
| 干支 | 丁未  | 戊申  | 己酉  | 庚戌  | 辛亥  | 壬子  | 癸丑  |